# Notopteris macdonaldi
Espèce
Statut de conservation UICN

 VU  : Vulnérable
Notopteris macdonaldi, appelé communément roussette à longue queue, est une espèce de grande chauve-souris de la famille des Pteropodidae.

## Description
L'espèce atteint une longueur du tronc de 93 à 110 mm et une longueur d'avant-bras de 57 à 71 mm. La queue est longue de 43 à 71 mm, qui est visiblement très longue pour un Pteropodidae. L'espèce se distingue aussi par une membrane interfémorale vestigiale.
Elle est dépourvue d'une griffe au deuxième doigt.
Le manteau a une couleur brun olive à brun foncé, les touffes de poils sur les épaules sont absentes.
Deux études différentes ont révélé un poids de 70 à 73 g et une moyenne de 61 g chez les mâles, les femelles pèsent respectivement de 56 à 64 g et une moyenne d'environ 51 g[Quoi ?].
Comme les autres Macroglossinae, elle a une longue langue avec des papilles.

## Répartition

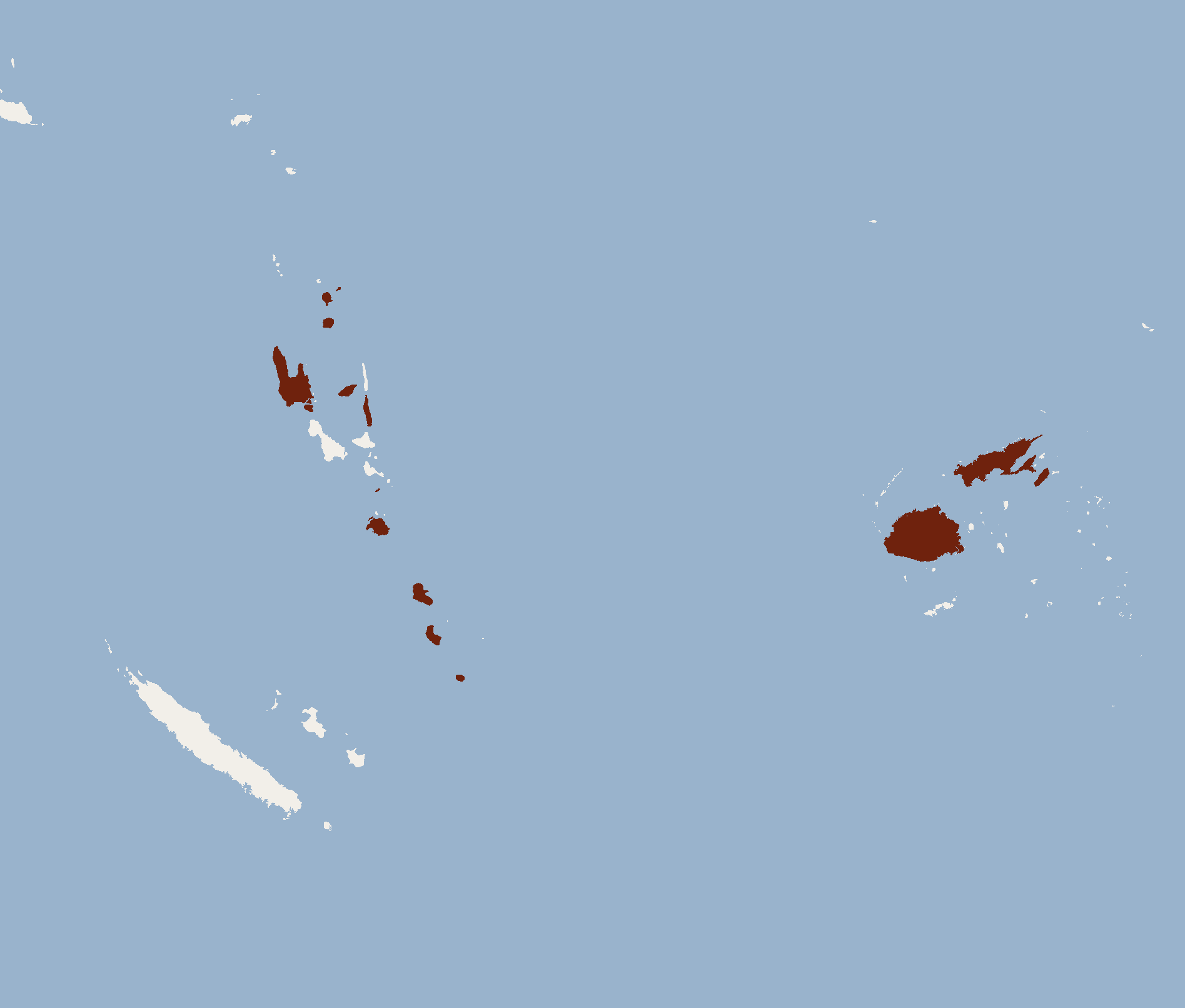
Aire de répartition de Notopteris macdonaldi

Notopteris macdonaldi est présent dans les Fidji et au Vanuatu. La population des Tonga est morte peu de temps après la colonisation des îles par les Polynésiens.
Son habitat est les forêts et les jardins. En montagne, elle préfère les forêts humides. Il loge dans les grottes et les arbres creux. Les individus forment de grandes colonies. Ils peuvent rester dans des zones de grottes où presque aucune lumière ne vient. Néanmoins, ils n'utilisent leur vue que pour s'orienter. Une étude de 1982 n'a enregistré aucun signal ultrasonore et a pu prouver que la navigation était indépendante de l'écho des sons émis.

## Écologie
Notopteris macdonaldi se nourrit de nectar, de pollen et de jus de fruits.

## Reproduction
Un seul petit naît par portée. Il s'accroche à la fourrure sur le ventre de la mère pendant les premiers jours puis reste seul dans la grotte lorsque celle-ci cherche à manger. Contrairement aux descriptions précédentes, il existe des pépinières où les femelles et les jeunes vivent séparément des mâles.

## Protection
Dans au moins une grotte des Fidji, Notopteris macdonaldi est chassée pour la viande. De plus, les perturbations causées par les vandales, les touristes ou les récolteurs de guano ont un effet négatif sur la population. Bien que l'espèce soit protégée par la loi, la population continue de décliner.

## Source de la traduction
- (de) Cet article est partiellement ou en totalité issu de l’article de Wikipédia en allemand intitulé « Langschwanzflughund » (voir la liste des auteurs).